# 송도 더샵 센트럴파크 1차
송도 더샵 센트럴파크 1차(영어: Songdo The Sharp Central Park 1)는 대한민국 인천광역시 연수구 송도신도시에 위치한 고급 주상복합 아파트이다. 2007년에 착공하여 2010년에 완공하였다.

## 역사
개발 전 송도국제도시에 아파트를 분양하였고 1차는 2006년 6월 28일 분양 이후 2007년에 착공하였고 2008년에 2차가 1차보다 늦게 착공하여 1차는 2010년 11월에 완공하였다.

## 구성
더샵 센트럴파크 1차(영어: The Sharp Central Park One)는 729세대이며 전체 3개 동 중 101, 102, 103동의 마천루를 일컫는다. 2007년에 착공하여 2010년 11월에 완공하였다. 몇 세대가 누락되었군요
| 동 명칭 | 층수 | 높이 |
| ------- | ---- | ---- |
| 101동   | 47층 | 163m |
| 102동   | 47층 | 163m |
| 103동   | 47층 | 163m |

## 시설
1차 시설에는 지하 2층 ~ 지하 1층에는 지하주차장, 1층에는 로비, 101동과 102동의 시설에는 3층 ~ 46층에는 아파트가 있고 103동의 아파트 시설에는 4층부터 46층까지 있으며 47층에는 스카이라운지가 있다. 그 외에도 휘트니스 센터, 골프연습장, 연회장, 게스트하우스, 문고 등이 있다.
| 층수                | 용도                 |
| ------------------- | -------------------- |
| 47층                | 스카이라운지(203동)  |
| 4층 ~ 46층          | 아파트               |
| 3층                 | 아파트(101동, 102동) |
| 2층                 | 상업시설             |
| 1층                 | 로비, 휴식공간       |
| 지하 2층 ~ 지하 1층 | 지하주차장           |

## 갤러리

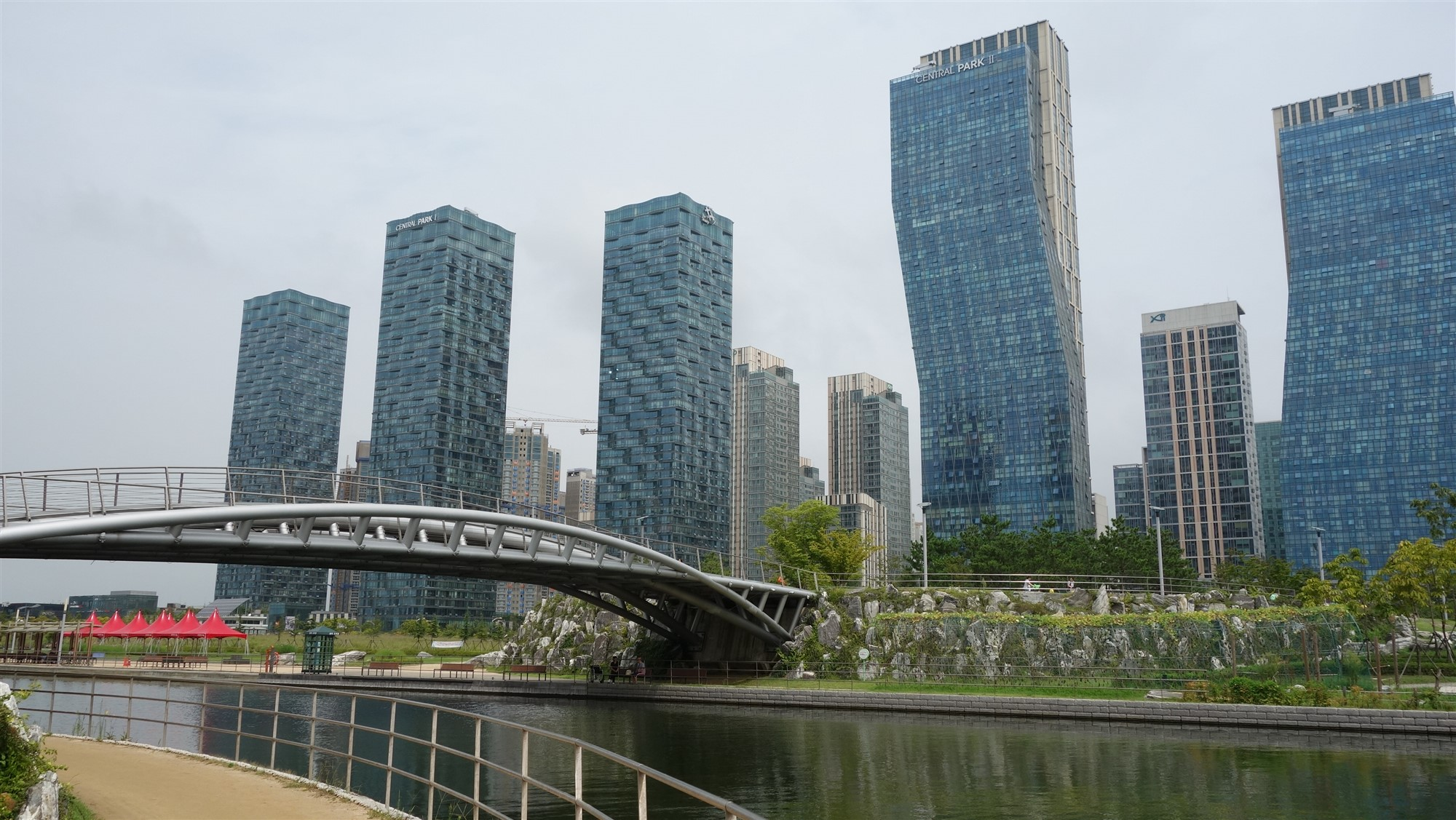
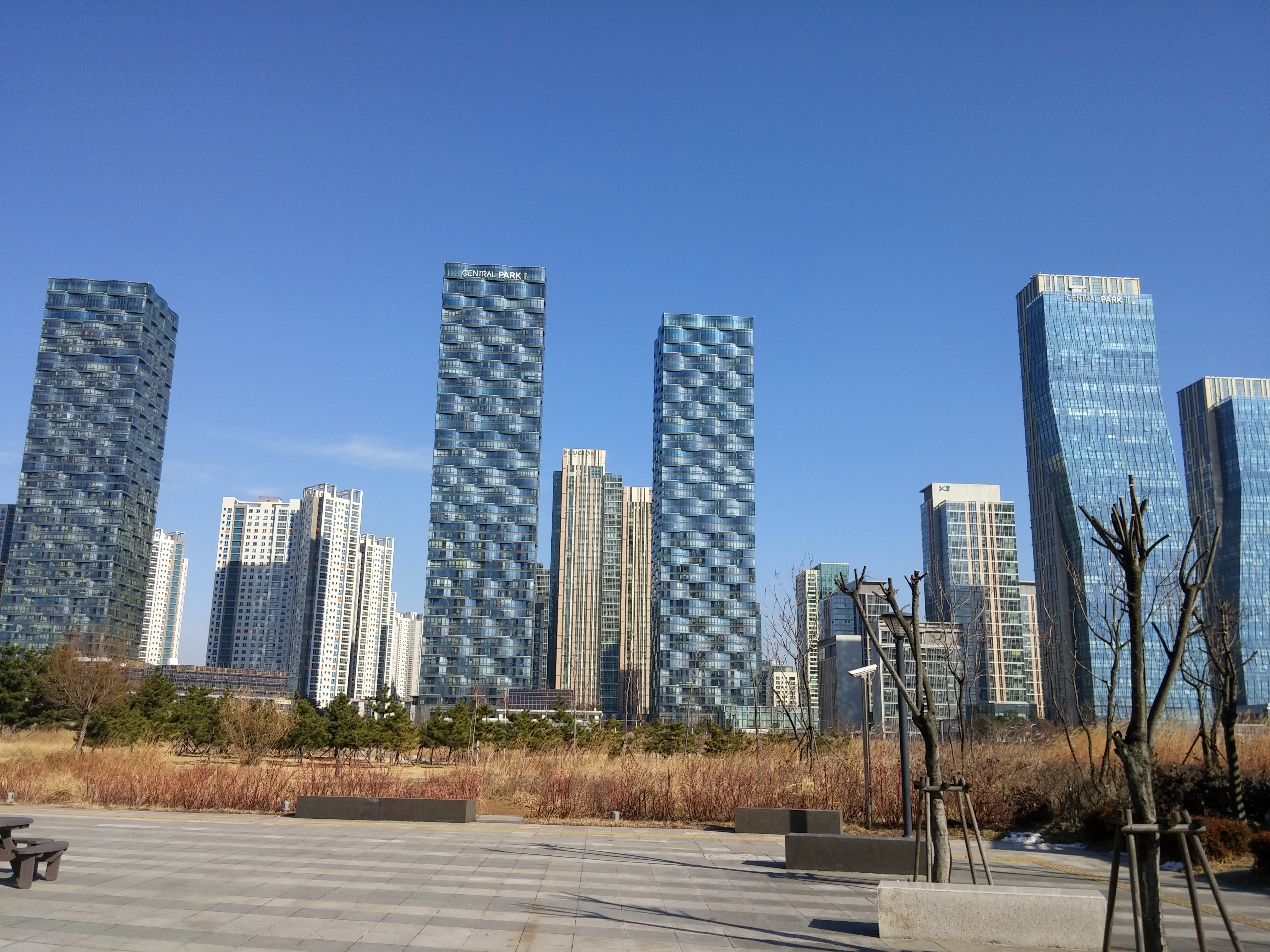
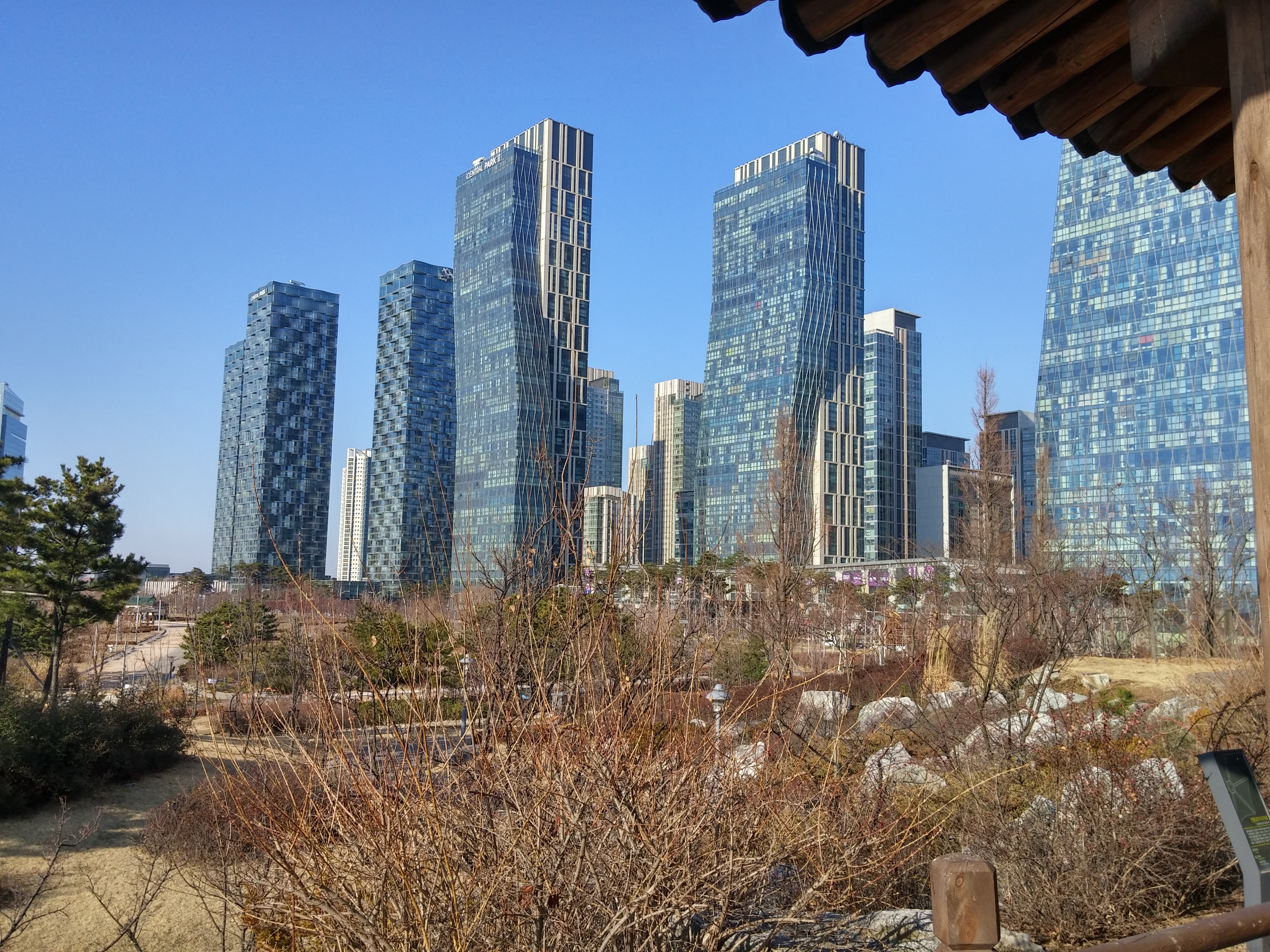
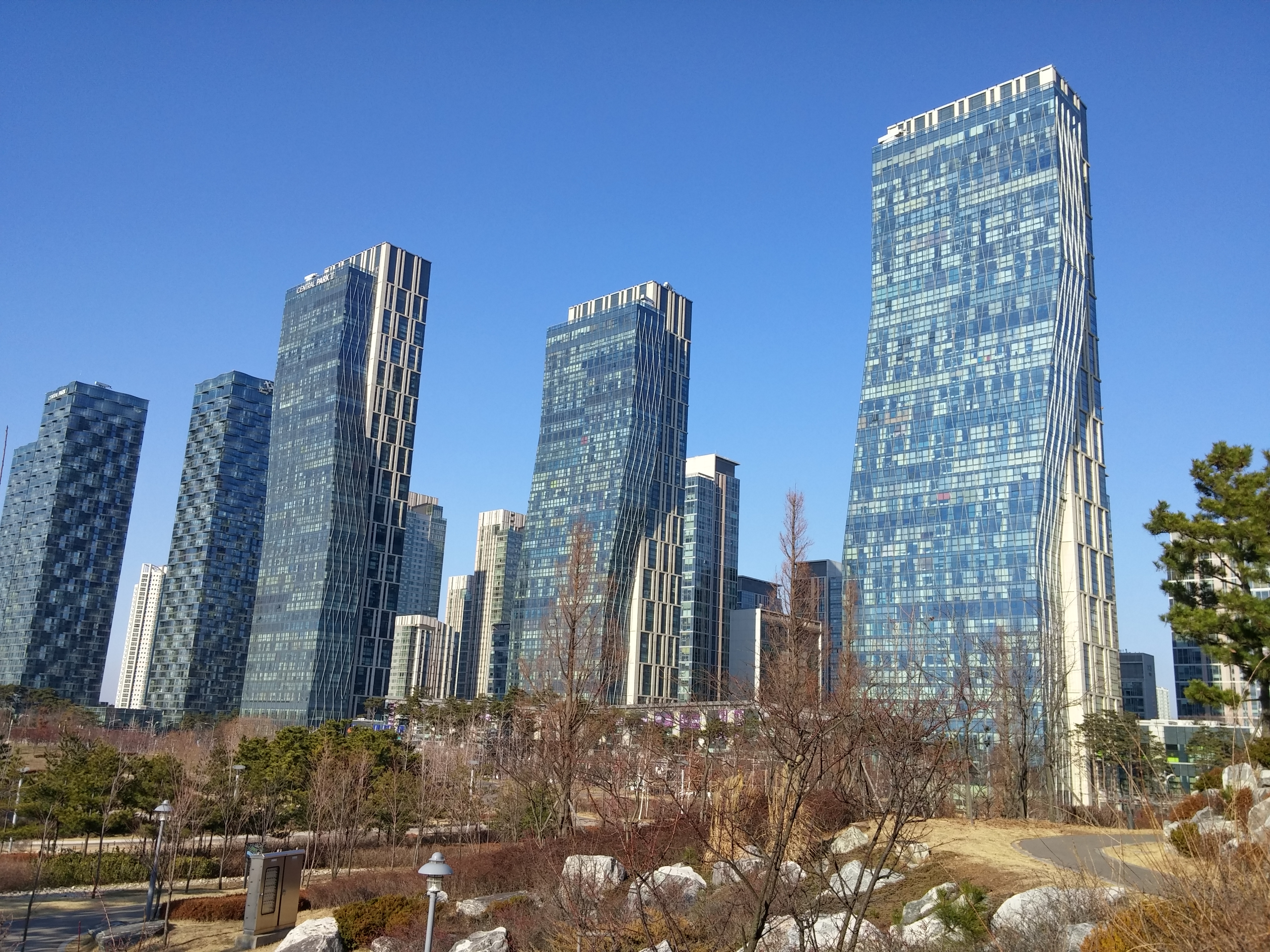
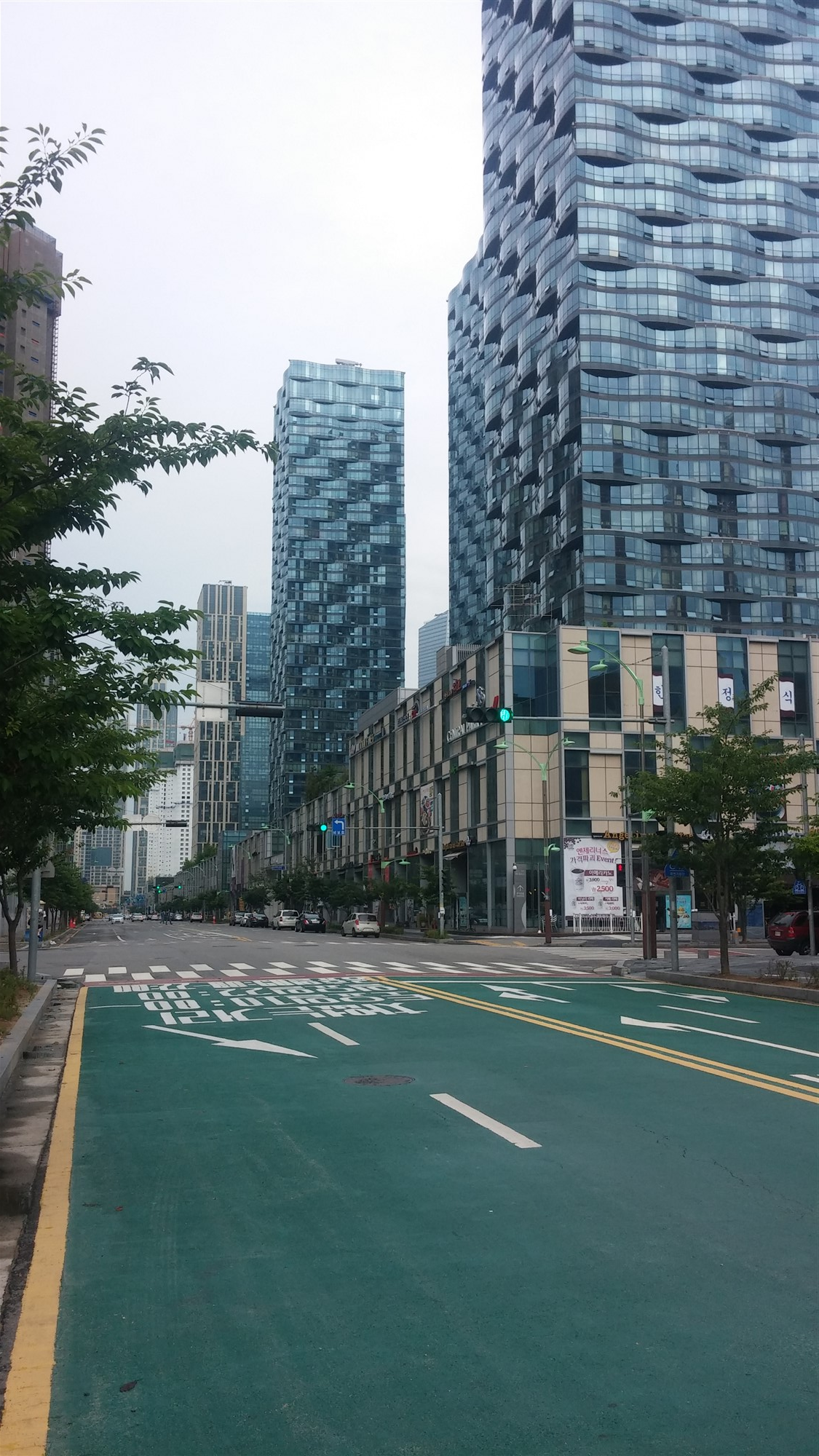
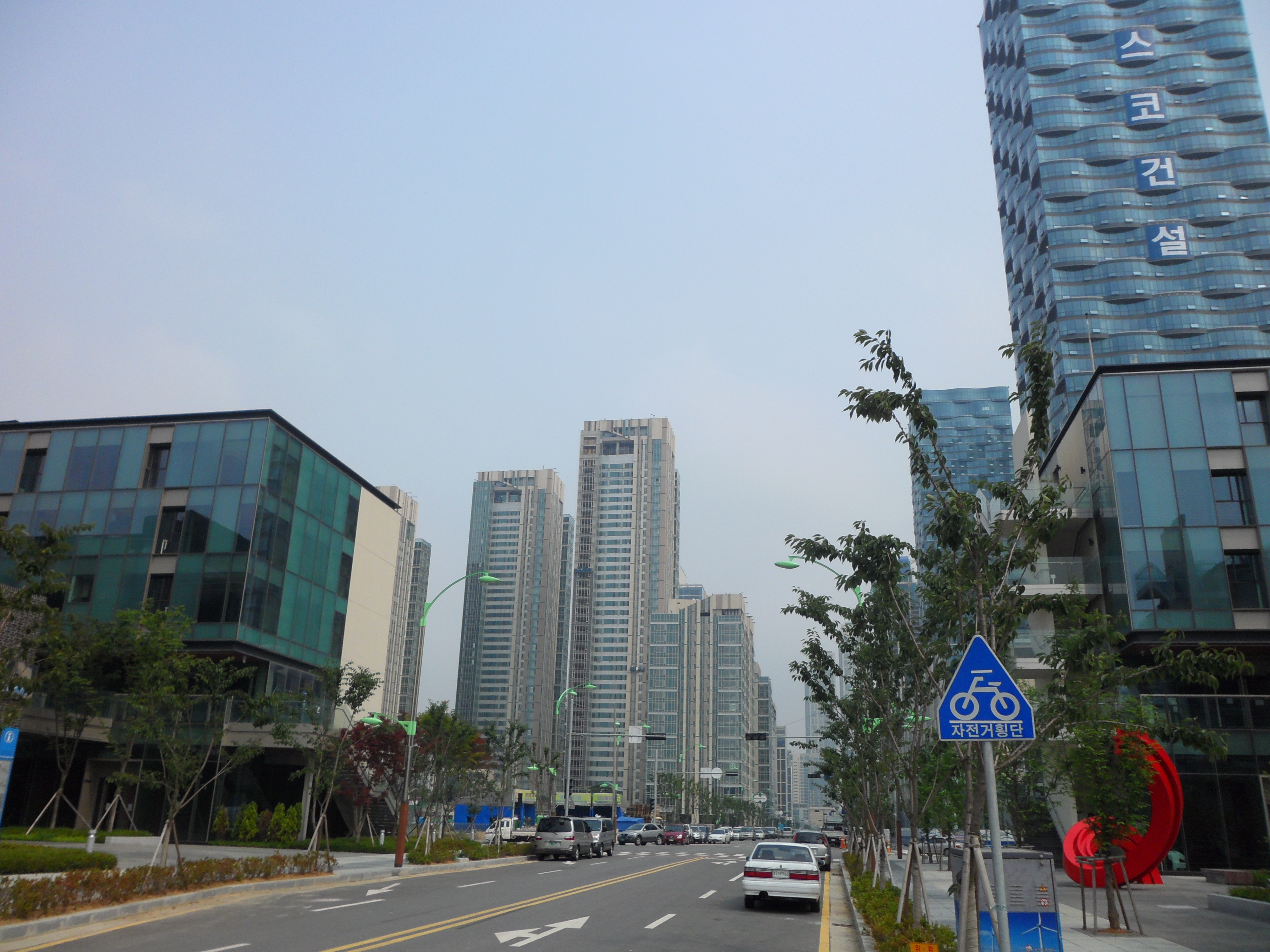
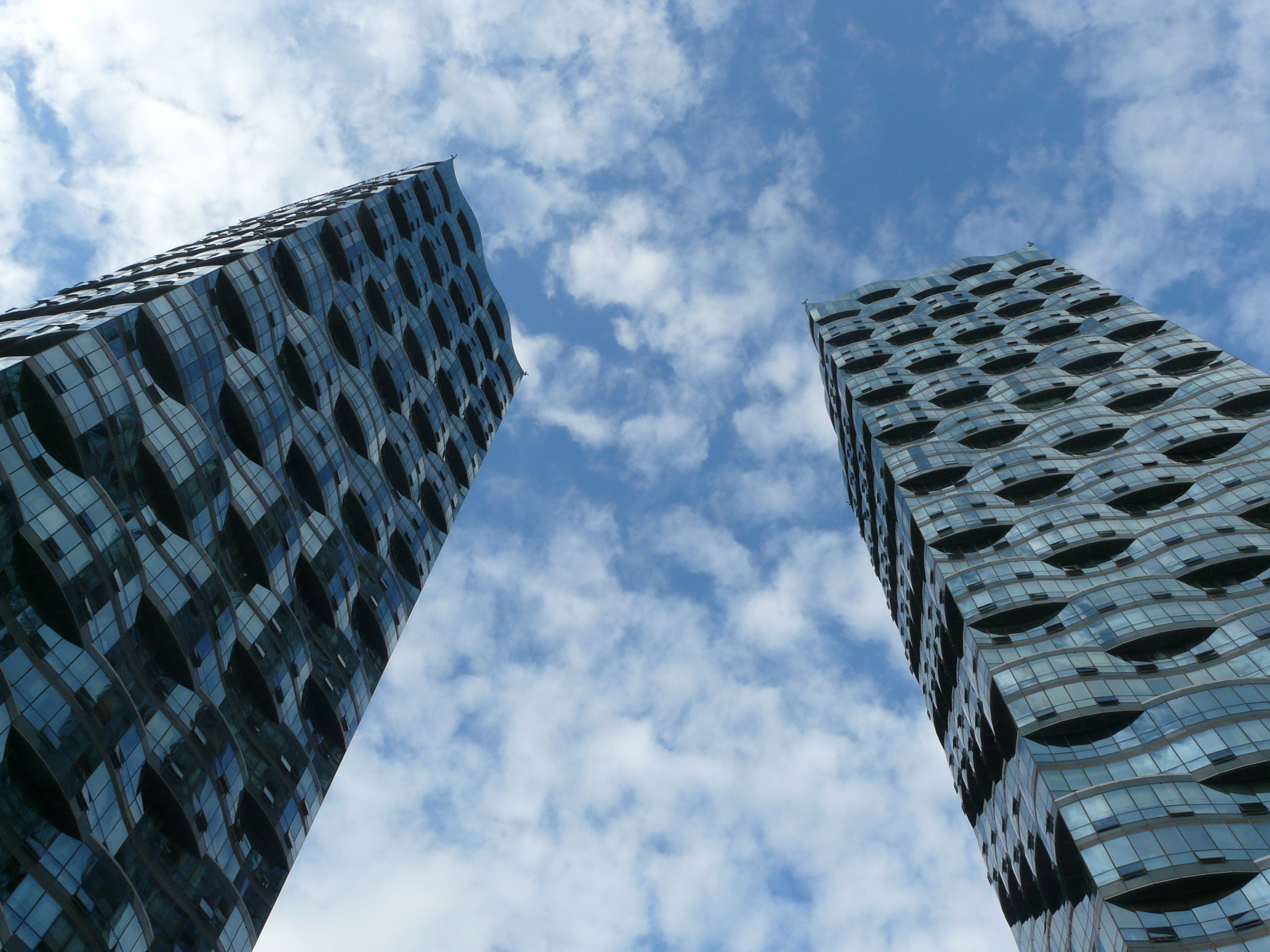

## 같이 보기
- 포스코건설
- 송도 센트럴파크
- 인천광역시의 마천루 목록